# Kathedrale von La Plata

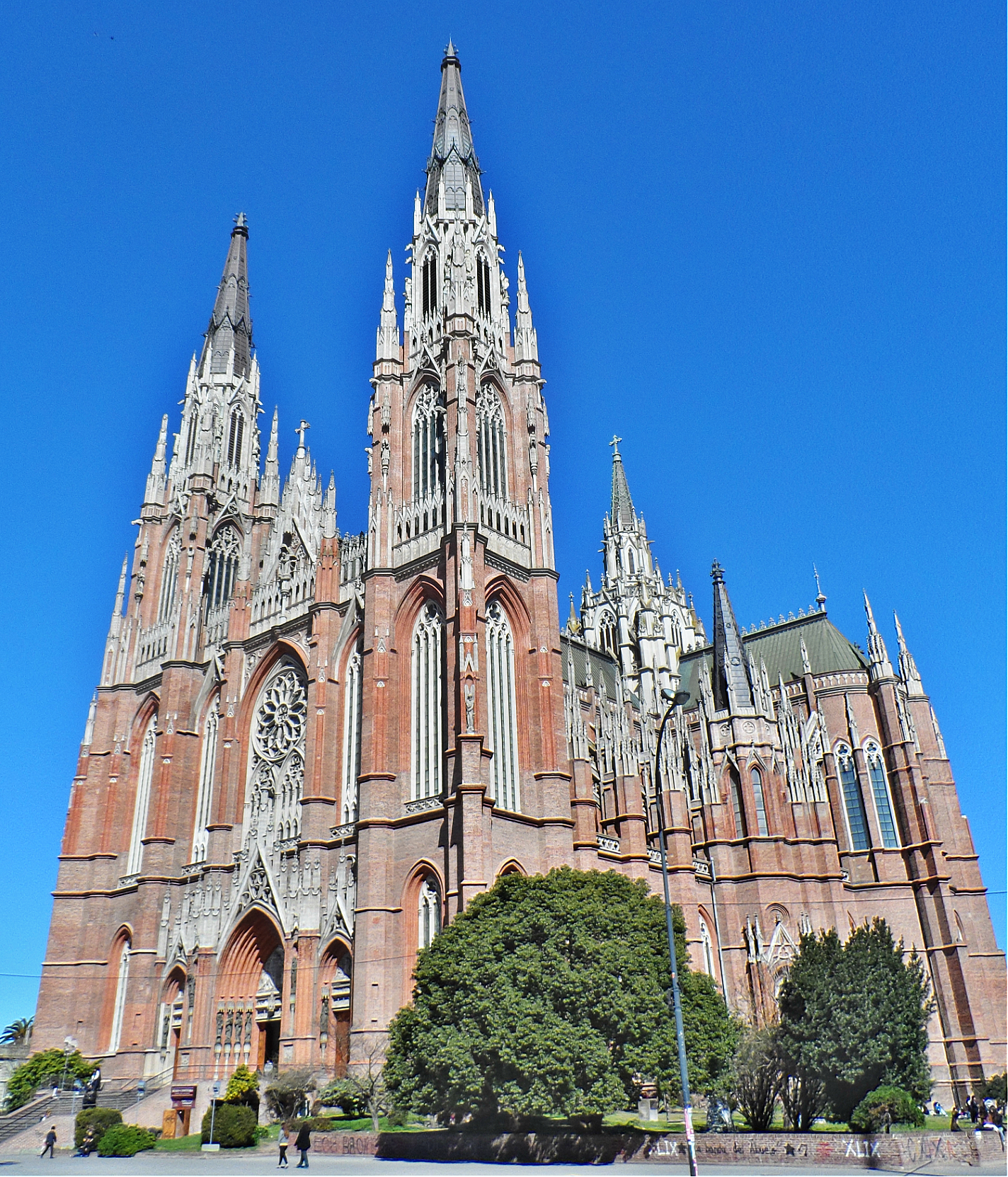
Neugotische Kathedrale von La Plata, Hauptstadt der Provinz Buenos Aires

Kathedrale vor der Vollendung der Türme

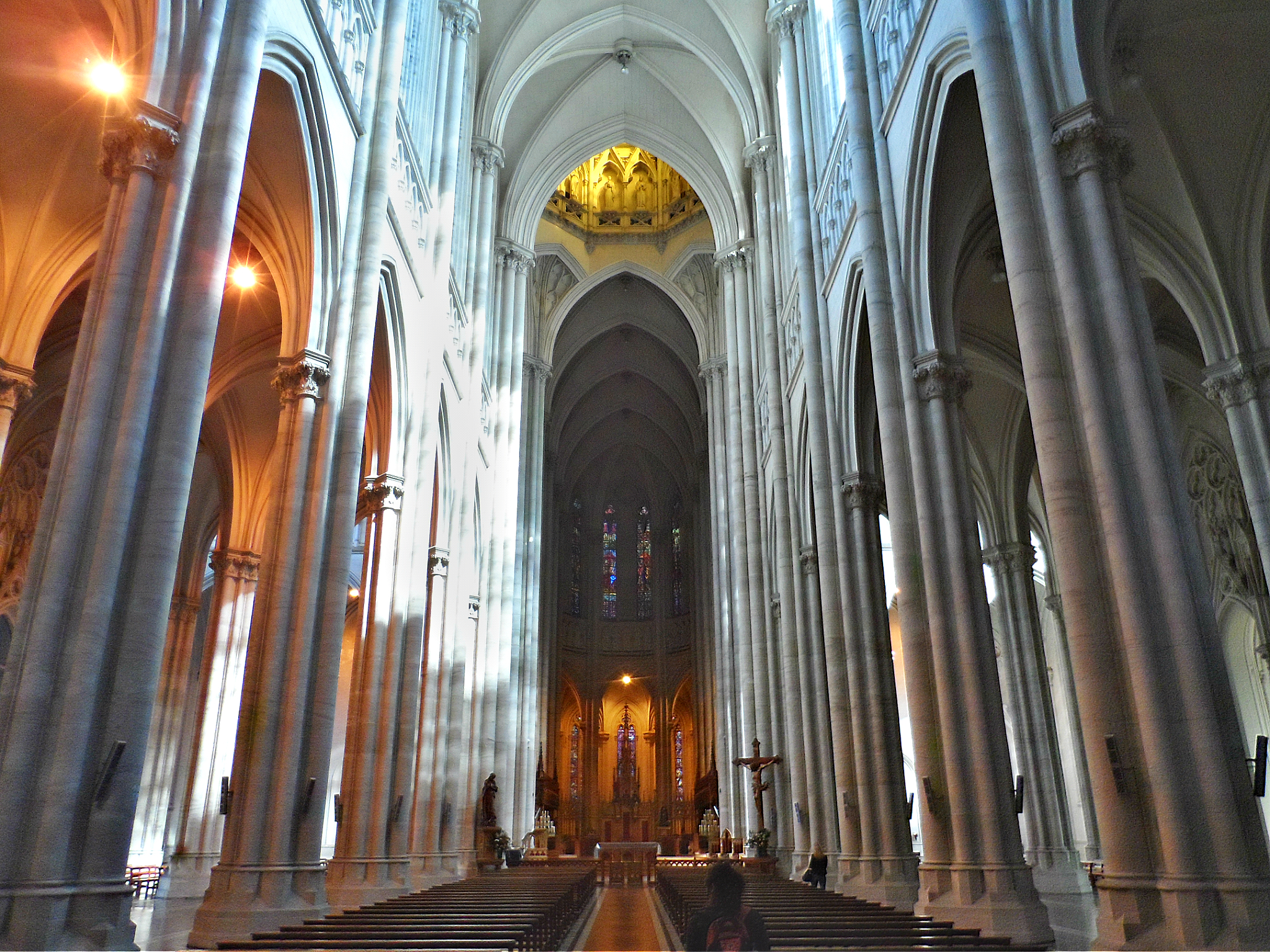
Langhaus

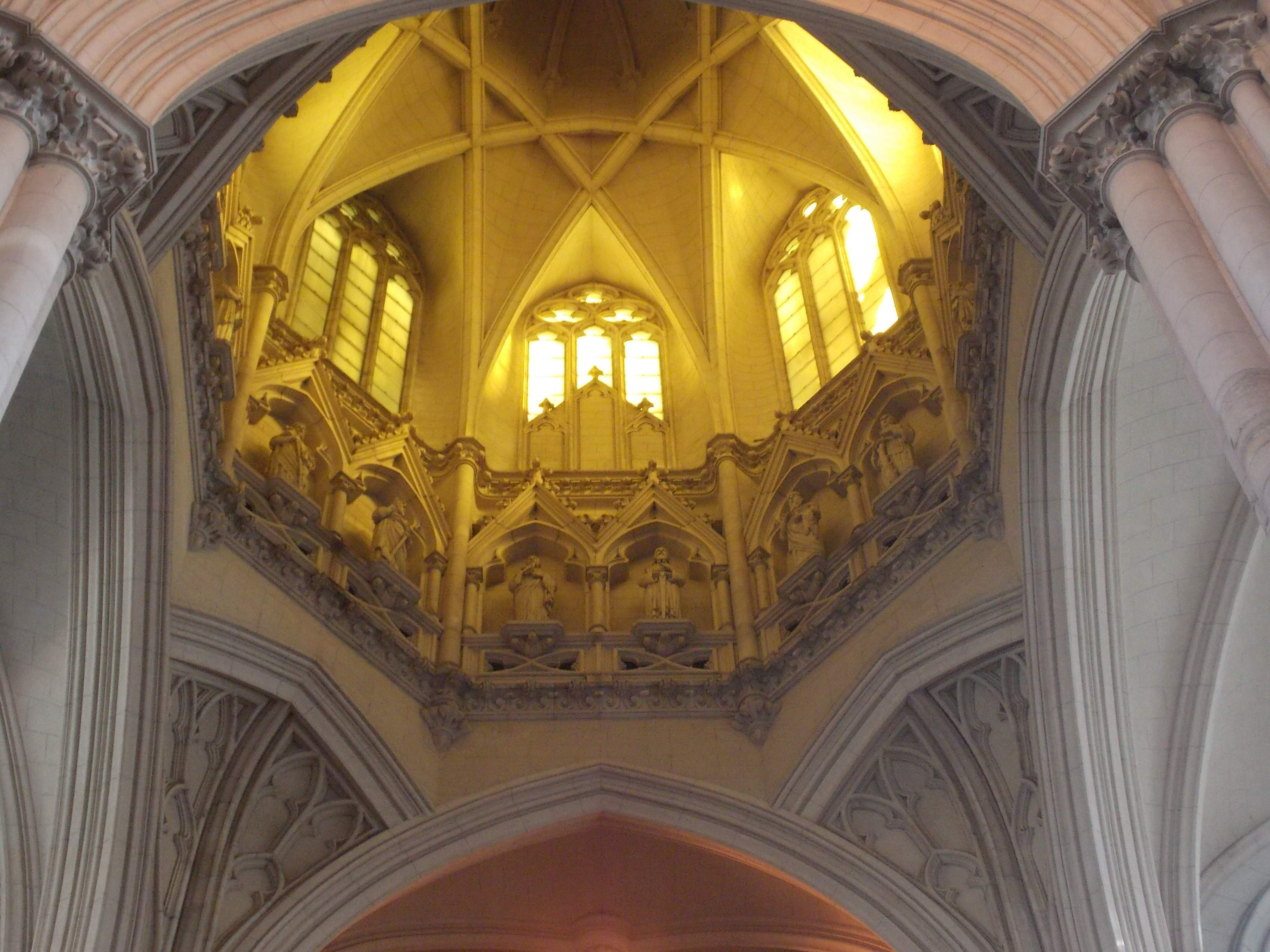
Vierung

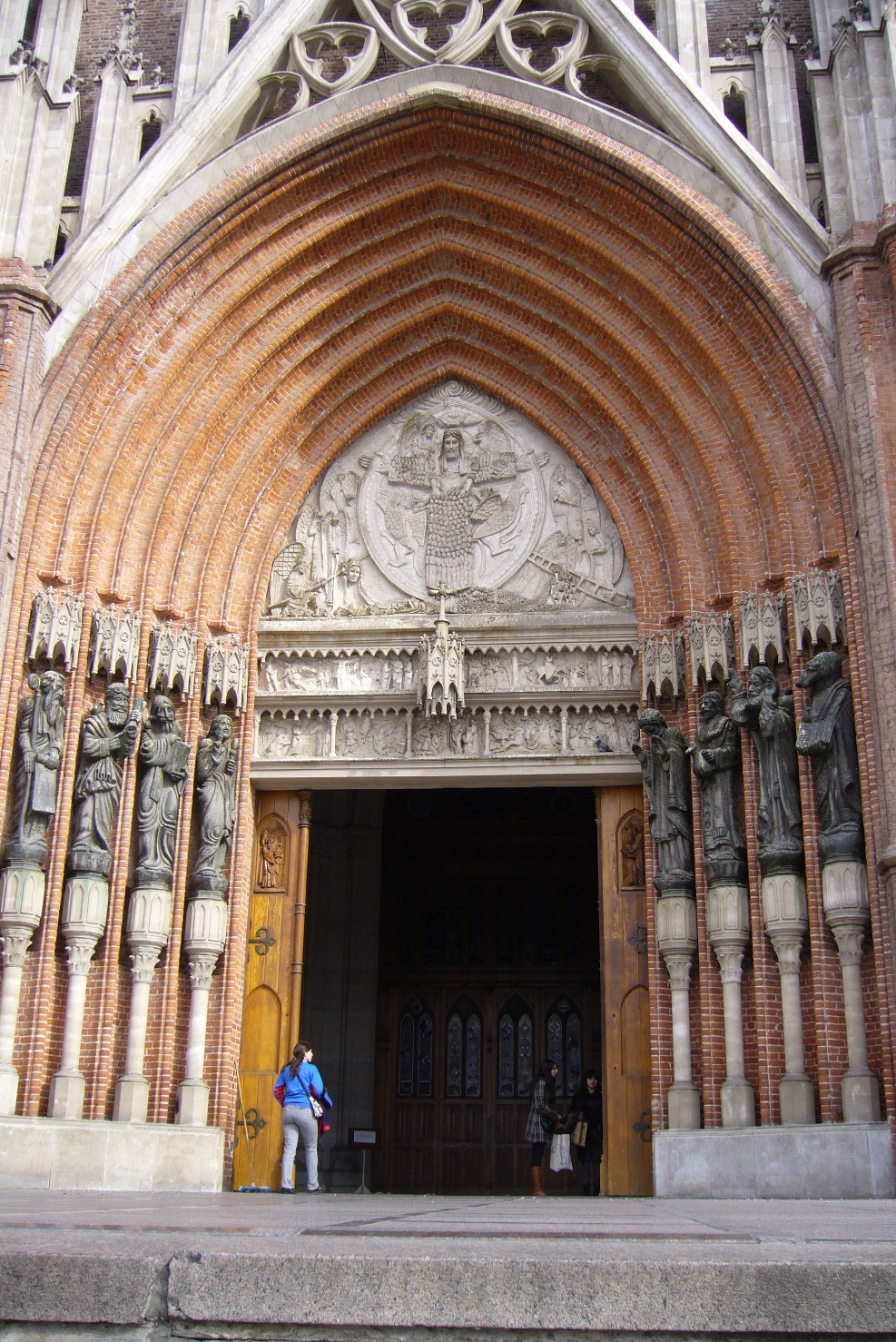
Mittelportal mit Tympanon

Die der Unbefleckten Empfängnis Mariens (spanisch Inmaculada Concepción) geweihte Kathedrale von La Plata, auch Catedral de las pampas genannt, ist eine neugotische Kathedrale. Sie ist die Bischofskirche des Erzbistums La Plata und Wahrzeichen der Stadt La Plata, der Hauptstadt der ca. 20 Millionen Einwohner zählenden Provinz Buenos Aires in Argentinien.

## Lage
Die ca. 800.000 Einwohner zählende Großstadt La Plata liegt knapp 60 km südöstlich der Landeshauptstadt Buenos Aires; beide Städte befinden sich auf dem Südufer des Mündungstrichters des Río de la Plata in ca. 10 bis 20 m Höhe.

## Baugeschichte
Im Jahr 1881 wurden im Rahmen eines Architektur-Wettbewerbes zur Planung verschiedener öffentlicher Gebäude in der neugegründeten Stadt 70.000 Pesos ausgeschrieben, die Pläne für die Kathedrale wurden jedoch trotz reger internationaler Beteiligung am Wettbewerb verworfen. Stattdessen wurde der Leiter des Bautenressorts (Obras Públicas) der Provinz, Ing. Pedro Benoit, mit der Projektierung beauftragt, der zusammen mit dem deutschen Architekten Ernst Meyer und dem französischen Architekten Emile Coutaret die Planung übernahm. Im Jahr 1884 wurde von den Paten Dardo Rocha und seiner Gattin Juana Arana de Rocha der Grundstein gelegt, 1885 wurde das Projekt offiziell genehmigt, das als neugotische Kathedrale im französischen Stil ausgelegt war und ursprünglich drei Türme vorsah.
Die Bauarbeiten begannen im Jahr 1898, die Fensterrosette wurde 1928 eingesetzt; vier Jahre später (1932) wurde die Kathedrale zum 50-jährigen Bestehen der Stadt La Plata offiziell eingeweiht und am 19. November 1932 fand der erste Gottesdienst statt, noch bevor der Bau vollendet war. Bis 1940 wurde u. a. das Buntglas für das Querschiff von der Münchner Firma Franz Xaver Zettler geliefert; auch das Chorgestühl, der Ehrensitz für den Erzbischof und die Beichtstühle wurden aufgestellt.
Im Jahr 1941 erfolgte die Fertigstellung des Fußbodens aus rosafarbenen Granit aus Olavarría, grauem Granit aus San Luis und schwarzem Granit aus Balcarce. Im Jahr 1947 war die Kathedrale im Großen und Ganzen fertiggestellt, nachdem die Fenster der französischen Firma Lorin & Maunejean angebracht wurden.
Am 19. Februar 1999 wurden die beiden 111,70 m hohen Türme eingeweiht und das Glockenspiel erklang, damit endet die gut hundertjährige Baugeschichte.

## Architektur
Mit einer Grundfläche von ca. 5300 m² (zum Vergleich: Kölner Dom ca. 8000 m²) und den beiden ca. 112 m hohen Glockentürmen mit steinernen Spitzhelmen gehört die aus Ziegel- und Werksteinen gefertigte Kathedrale zu den größten Kirchenbauten Amerikas. Die Portalzone ist nach einem Triumphbogenschema gestaltet; der Skulpturenschmuck beschränkt sich auf das Gewände und das Tympanon des Mittelportals.
Die ca. 120 m lange, 76 m breite und im Innern maximal 32 m hohe kreuzrippengewölbte Kathedrale ist dreischiffig, wobei das Mittelschiff deutlich höher ist als die Seitenschiffe; das Querhaus ist ebenfalls dreischiffig. Die Vierung ist durch einen Laternenaufbau deutlich hervorgehoben. Der in Arkadenzone, Triforium und Obergaden unterteilte Wandaufriss im Mittelschiff entspricht dem einer klassischen gotischen Kathedrale.

## Ausstattung und beteiligte Künstler
- Leo Moroder (* 15. April 1899 in St. Ulrich in Gröden † 1982 in Buenos Aires[1]). Von ihm stammen die meisten Holzschnitzereien, z. B. die Christus-Figur (Cristo Crucificado), die Marien-Statue (Inmaculada Concepción) aus dem Jahr 1967 und San Juan Bautista de Rossi. Moroder hatte sein Handwerk bei seinem Onkel Alois Anton Insam-Tavella erlernt und arbeitete nach dem Ersten Weltkrieg noch einige Jahre bei seinem Onkel Franz Moroder, wanderte aber 1924 mit seinem Landsmann Leo Mahlknecht nach Argentinien aus. In der Sala Moroder des Kathedral-Museums befindet sich eine Büste Moroders, die 1982 von Leo Moroders Tochter, Marta, anlässlich seines Todes angefertigt wurde.
- Miguel Schenke, ebenfalls aus Ortisei (St. Ulrich), schnitzte nach Moroders Plänen den Ehrensitz für den Erzbischof (trono arzobispal), auch die Beichtstühle stammen von ihm.
- Leo, Vigil und August Mahlknecht zeichnen für das Chorgestühl (1936) verantwortlich, dessen Verzierung mit Köpfen aus Moroders Hand stammt.
- Francesco De Poli aus der oberitalienischen Stadt Vittorio Veneto steuerte das aus 25 Glocken bestehende, 20 Tonnen schwere Glockenspiel bei, das auf einer Höhe von 75 m in dem der Jungfrau Maria gewidmeten Turm untergebracht ist.

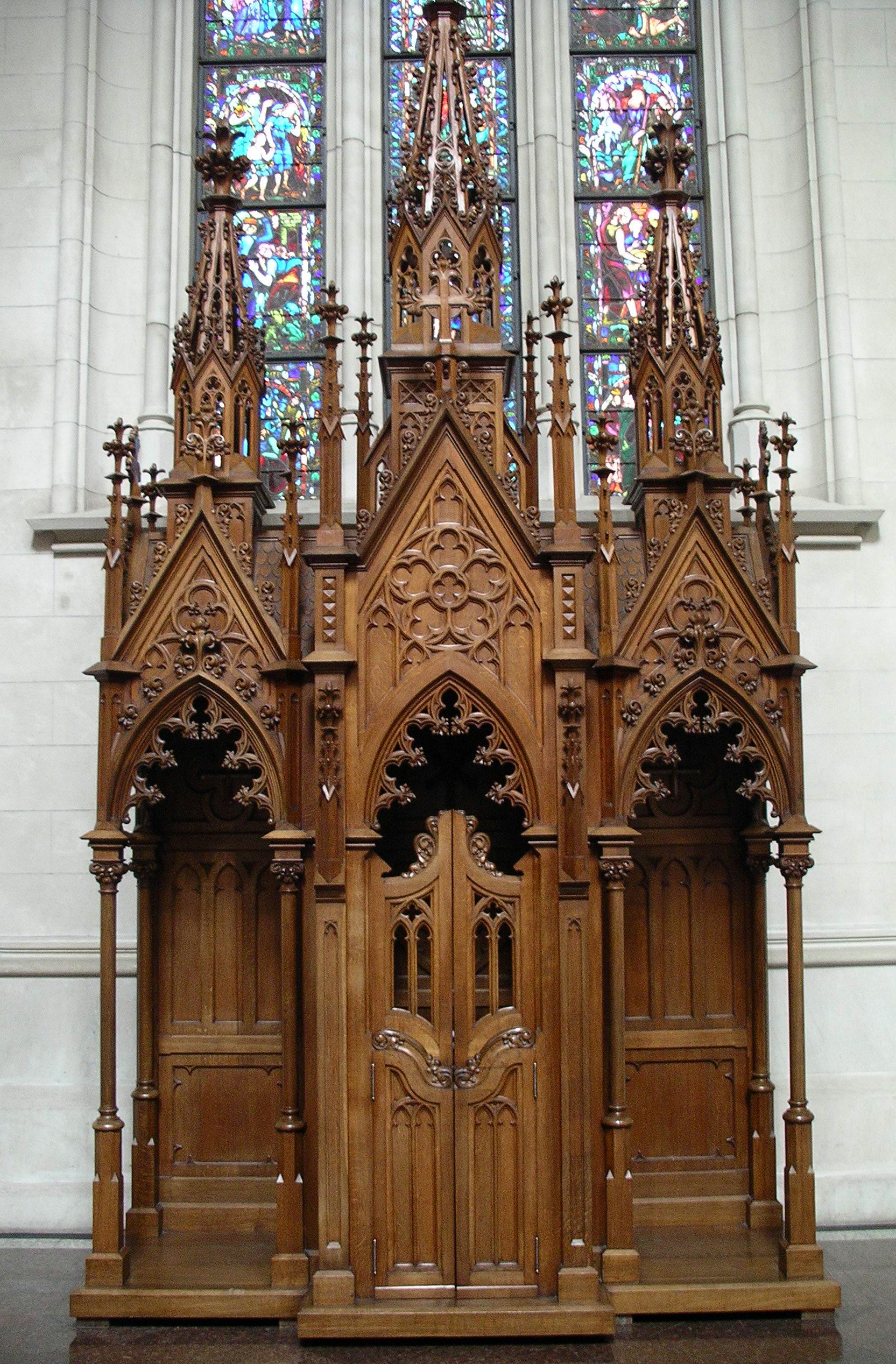
Beichtstuhl von Miguel Schenke
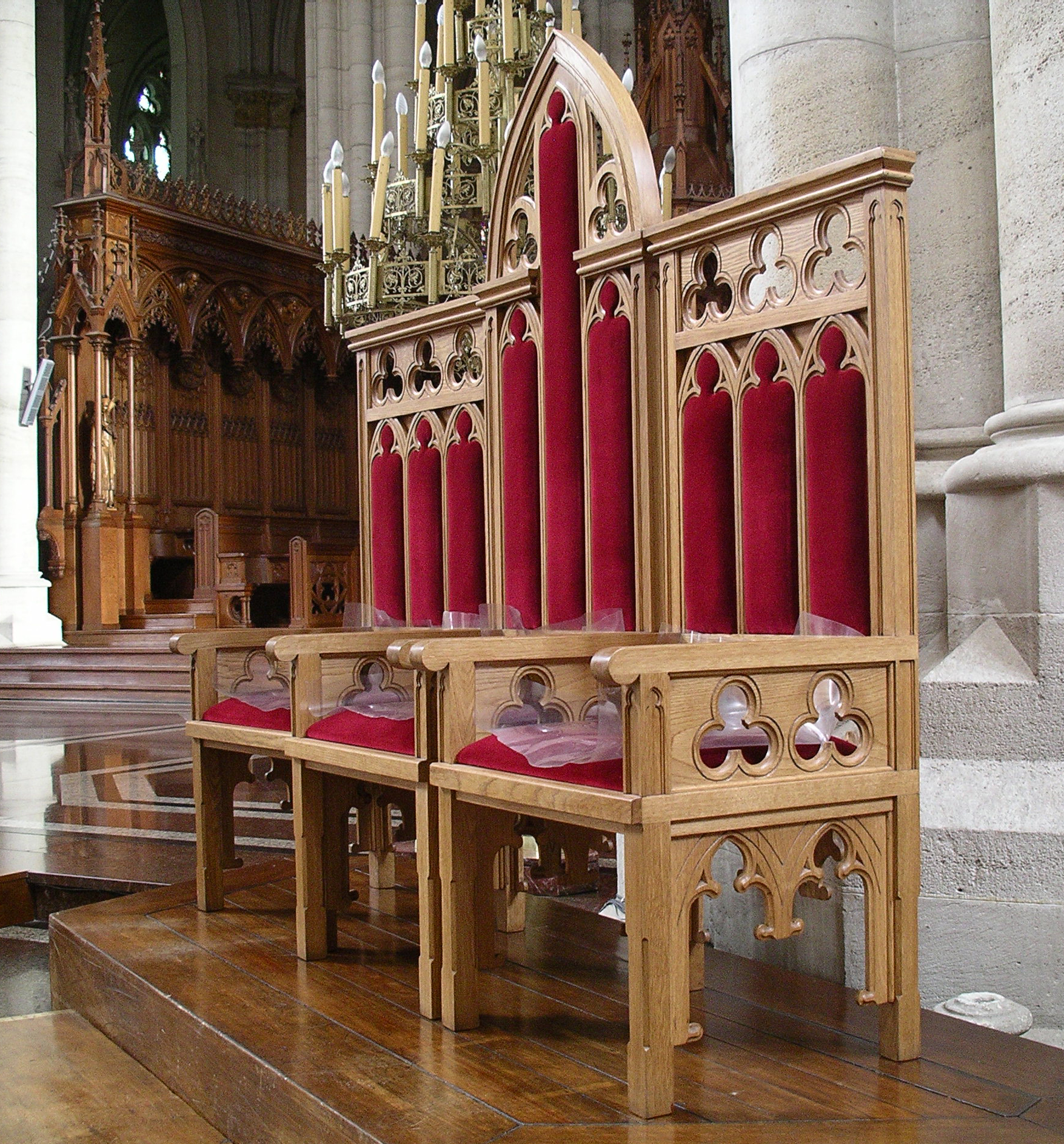
Ehrensitz des Erzbischofs von Miguel Schenke
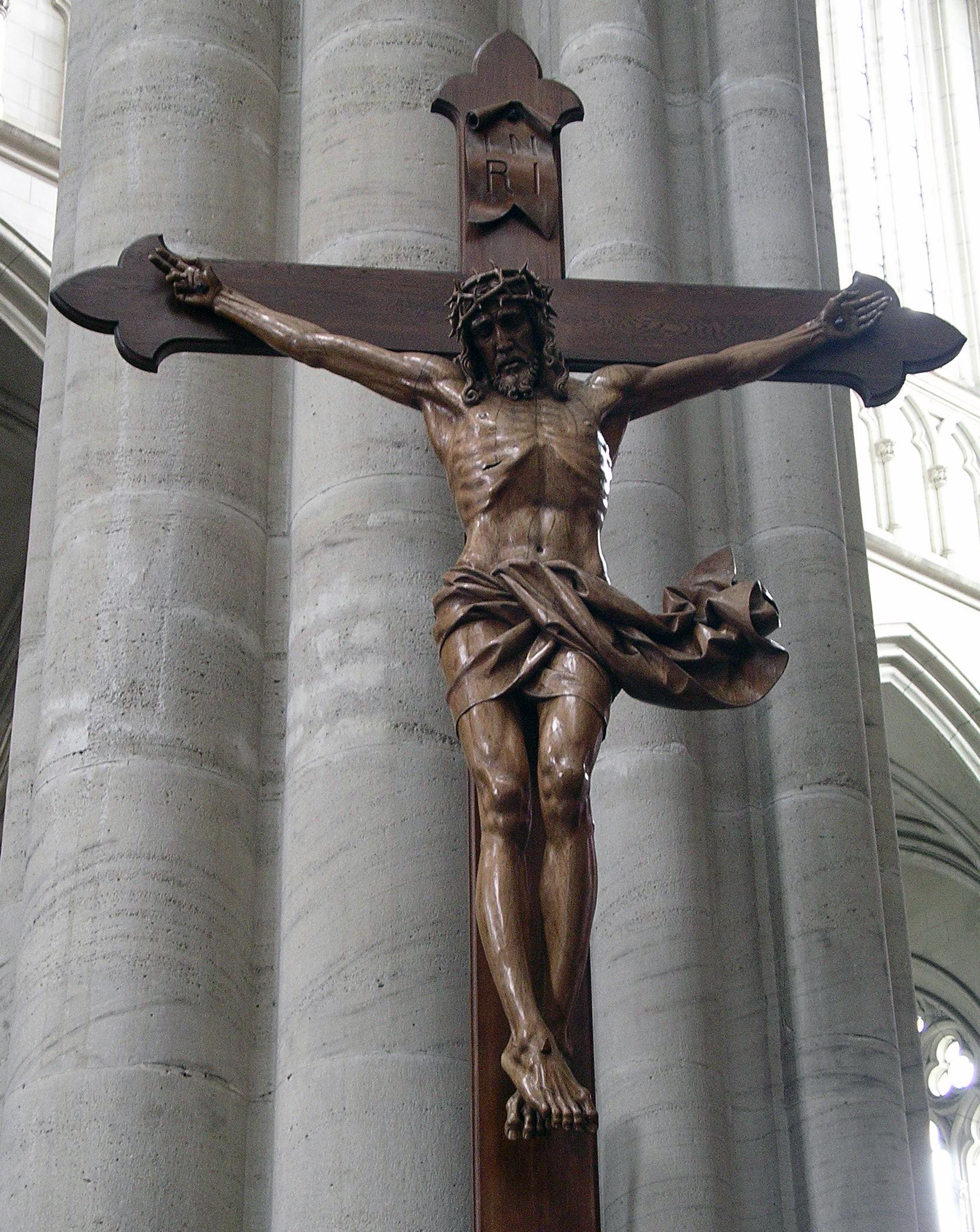
Christus-Figur von Leo Moroder
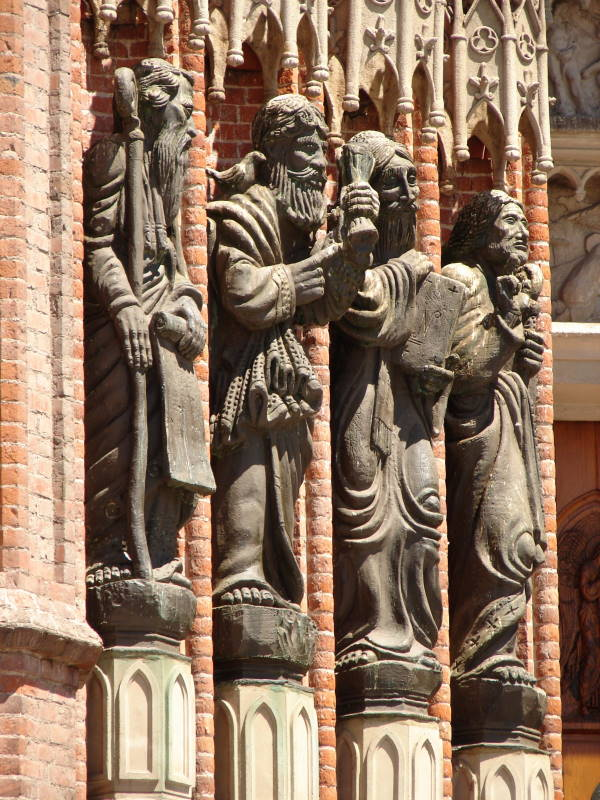
Figuren im Portalgewände